# Kimi to boku
Kimi to boku (君と僕。? lett. "me e te") è un manga scritto e disegnato da Kiichi Hotta, pubblicato da Square Enix che racconta di quattro adolescenti, Yuuta e Yuuki Asaba, Shun Matsuoka e Kaname Tsukahara, cresciuti insieme ed uno studente trasferito, Chizuru Tachibana che si unisce al circolo di amici. Nel 2011, il manga è stata adattato in una serie televisiva anime di tredici episodi prodotta dallo studio J.C.Staff, a cui è seguita una seconda stagione di altri tredici episodi nel 2012.

## Trama
La storia ruota intorno a quattro adolescenti — gli affascinanti gemelli Yuuta e Yuuki Asaba, l'effeminato Shun Matsuoka ed il capo classe Kaname Tsukahara — che si conoscono sin dall'infanzia. Benché loro non si ritengano buoni amici fra loro, continuano ad andare d'accordo nel corso della loro vita scolastica. Lo studente trasferito mezzo-giapponese Chizuru Tachibana si unisce agli amici creando nuove dinamiche e nuovi equilibri all'interno del gruppo.

## Personaggi
Yuuta Asaba (浅羽 悠太?, Asaba Yūta)
Doppiato da Kōki Uchiyama, Drama CD: Yuki Kaida
È il più grande dei gemelli Asaba e studia presso l'Homare High School. La caratteristica che lo distingue rispetto a suo fratello è la frangetta divisa al centro, oltre al fatto di indossare la divisa scolastica tradizionale anche d'inverno. Yuuta e suo fratello gemello sono identici, ed entrambi riscuotono grande popolarità fra le ragazze. Tuttavia, Yuuki era più popolare durante le scuole elementari. Sebbene abbiano entrambi un carattere piuttosto silenzioso e passivo, Yuuta tende ad esprimersi maggiormente rispetto al fratello. È più maturo di Yuuki e degli altri, e anche se di rado esprime il proprio punto di vista, lui è un attento osservatore. È nella stessa classe di Shun, insieme al quale è membro del club della Cerimonia del tè. Viene chiamato "Yuutan" da Chizuru.
Yuuki Asaba (浅羽 祐希?, Asaba Yūki)
Doppiato da Ryōhei Kimura, Drama CD: Junko Minagawa
È il più giovane dei gemelli Asaba, e frequenta la stessa scuola di Yuuta. Similarmente a suo fratello Yuuta, si diverte a prendere in giro Kaname facendo continue osservazioni pungenti. Ha l'hobby di leggere manga e riviste di anime, e la sua rivista preferita è "Animeja". È inoltre appassionato di videogiochi, ed ha talento per svariate attività come la cucina, il basket ed il judo, benché non consideri divertente nessuna di queste attività. Ha un carattere piuttosto indifferente e spesso crea diversi problemi per questa ragione. È molto popolare tra le ragazze, ma diventa piuttosto imbarazzato quando vi ha a che fare, così come non riesce a tollerare i profumi, che gli danno la nausea. È nella stessa classe di Chizuru e Kaname, ed è stato costretto ad unirsi al club dei manga dai suoi compagni. Sembra essere cosciente che a Chizuru piaccia Masaki. Viene chiamato "Yuukki" da Chizuru.
Shun Matsuoka (松岡 春?, Matsuoka Shun)
Doppiato da Toshiyuki Toyonaga, Drama CD: Minami Takayama
All'inizio della serie, Shun aveva i capelli lunghi, oltre che attitudini e modi femminili, che finivano per farlo scambiare per una ragazza (anche da Chizuru). Shun ha una personalità tranquilla e generosa ed p solitamente colui che tenta di calmare le situazioni più complicate, nonostante al contrario, da piccolo era considerato un piagnone. È piuttosto ingenuo in fatto di situazioni sentimentali, al punto di non rendersi conto che Masaki è innamorata di lui.
Kaname Tsukahara (塚原 要?, Tsukahara Kaname)
Doppiato da Yūki Ono, Drama CD: Kenichi Suzumura
È il ragazzo con gli occhiali del gruppo, capo classe, membro del consiglio studentesco e rappresentante di classe. È nella stessa classe di Yuuki e Chizuru. Proviene da una famiglia molto facoltosa. Spesso è vittima degli scherzi di Yuuta e Yuuki, che lo prendono in giro approfittando della sua facile irascibilità. Kaname è innamorato della sua insegnante di giardinaggio, Kaori-sensei, ma sembra avere un debole anche per la sua vicina di casa, Shizuna. Chizuru spesso lo chiama "Kanamecchi".
Chizuru Tachibana (橘 千鶴?, Tachibana Chizuru)
Doppiato da Miyu Irino, Drama CD: Junko Takeuchi
Studente per metà giapponese, trasferitosi dalla Germania. Ciò nonostante è persino più basso di un ragazzo giapponese media, e soffre di un complesso di inferiorità per questo. È rumoroso, allegro e un po' stupido. Ha coniato soprannomi per tutti i ragazzi e persino per Masaki. Molti anni prima, Chizuru era stato in Giappone per un breve periodo ed aveva incontrato Yuuki ad un parco. All'epoca non conosceva la lingua giapponese, ma quando vi ritorna da adolescente è perfettamente abile nel parlare la lingua. Ha una passione per le ragazze, ma nessuna esperienza. Ha una cotta per Masaki.
Masaki Satou (佐藤 茉咲?, Satō Masaki)
Doppiata da Miyuki Satō, Drama CD: Chiwa Saitō
Una studentessa del primo anno che ha imposto la propria prepotenza nei confronti di Shun per alcuni giorni. Tuttavia, verrà rivelato che in realtà la ragazza ha una cotta per Shun e lo aiuterà in diverse occasioni. Ha una corporatura piccola ed una capigliatura curiosa, cosa che ha portato Chizuru a soprannominarla "Mary" perché le ricorda una pecorella. Proprio come Shun non si rende conto dei sentimenti di Masaki, Masaki non si rende conto dei sentimenti di Chizuru per lei.

## Media

### Manga
La serializzazione del manga Kimi to Boku è iniziata nel 2004 nella rivisita shōnen Gangan Powered, per poi passare su Monthly GFantasy nel 2009. Al 2011 sono stati pubblicati dieci volumi tankoubon del manga dalla Square Enix. Il 18 marzo 2022 è uscito il diciottesimo e conclusivo volume del manga.

### Anime
Un adattamento televisivo anime di Kimi to Boku è stato annunciato ad aprile 2011 su Monthly GFantasy. La serie è stata prodotta da J.C.Staff con la regia di Mamoru Kanbe, la sceneggiatura di Reiko Yoshida e la colonna sonora di Elements Garden. Le trasmissioni sono iniziate il 4 ottobre 2011 e sono durate per tredici episodi. La serie è stata adattata anche in lingua inglese con il titolo You and Me. Una seconda serie dell'anime è iniziata il 3 aprile 2012, durerà altri tredici episodi e manterrà lo stesso staff realizzativo.

#### Episodi
| Nº                       | Giapponese 「Kanji」 - Rōmaji                                | In onda          | In onda |
| Nº                       | Giapponese 「Kanji」 - Rōmaji                                | Giapponese       |         |
| Stagione I (13 episodi)  |                                                              |                  |         |
| 1                        | 「ボクらの17回目の春に」 - Bokura no 17kai me no haru ni     | 3 ottobre 2011   |         |
| 2                        | 「チューリップの咲いた日」 - Chūrippu no saita hi            | 10 ottobre 2011  |         |
| 3                        | 「麦藁色をかぶった少年」 - Mugiwara iro wo kabutta shōnen    | 17 ottobre 2011  |         |
| 4                        | 「Noisy Medicine」 - Noisy Medicine                          | 24 ottobre 2011  |         |
| 5                        | 「いつかの夏」 - Itsuka no natsu                             | 31 ottobre 2011  |         |
| 6                        | 「眼鏡とエトセトラ」 - Megane to etosetora                   | 7 novembre 2011  |         |
| 7                        | 「りんごのとなり」 - Ringo no tonari                         | 14 novembre 2011 |         |
| 8                        | 「日給ヒーロー / 先輩と僕」 - Nikkyū hiiroo / Senpai to boku | 21 novembre 2011 |         |
| 9                        | 「Naked king」 - Naked king                                  | 28 novembre 2011 |         |
| 10                       | 「On your mark」 - On yōr mark                               | 5 dicembre 2011  |         |
| 11                       | 「三日月シルエッ」 - Mikazuki Shiruetto                      | 12 dicembre 2011 |         |
| 12                       | 「中学生日記」 - Chūgakusei Nikki                            | 19 dicembre 2011 |         |
| 13                       | 「陽だまりの詩」 - Yo Damari no Shi                          | 26 dicembre 2011 |         |
| Stagione II (13 episodi) |                                                              |                  |         |
| 1                        | 「月のうさぎは夜を跳ねる」 - Tsuki no usagi wa yoru o haneru | 2 aprile 2012    |         |
| 2                        | 「Mary's christmas」 - Mary's christmas                      | 9 aprile 2012    |         |
| 3                        | 「Very christmas」 - Very christmas                          | 16 aprile 2012   |         |
| 4                        | 「ゆげのなかに」 - Yuge no naka ni                           | 23 aprile 2012   |         |
| 5                        | 「あの空の裾」 - Ano sora no suso                            | 30 aprile 2012   |         |
| 6                        | 「Colorless blue」 - Colorless blue                          | 7 maggio 2012    |         |
| 7                        | 「Sweet sweet, bitter」 - Sweet sweet,bitter                 | 14 maggio 2012   |         |
| 8                        | 「ぼくたち男の子」 - Bokutachi otoko no ko                   | 21 maggio 2012   |         |
| 9                        | 「Mix juice」 - Mix juice                                    | 28 maggio 2012   |         |
| 10                       | 「Cherry」 - Cherry                                          | 4 giugno 2012    |         |
| 11                       | 「Sugar Baby, Fly Baby」 - Sugar Baby, Fly Baby              | 11 giugno 2012   |         |
| 12                       | 「赤裸々」 - Seki Rara                                       | 18 giugno 2012   |         |
| 13                       | 「へそと凛」 - Heso to Rin                                   | 26 giugno 2012   |         |

#### Colonna sonora
Sigle di apertura
- Bye Bye (バイバイ) cantata da by 7!! (Kimi to Boku)
- Zutto cantata da Tomohisa Sakō (Kimi to Boku 2)

Sigle di chiusura
- Nakimushi (なきむし。) cantata da Miku Sawai (Kimi to Boku)
- Kimi to Boku no Banka cantata da Yū Sakai (Kimi to Boku 2)